# Championnat d'Espagne de football 1929
Navigation
Primera División 1929-30
Le championnat d'Espagne de football 1929 est la 1re édition du championnat. La compétition est remportée par le FC Barcelone. Organisé par la Fédération royale espagnole de football, le championnat se déroule du 10 février 1929 au 23 juin 1929.
Le club barcelonais l'emporte avec deux points d'avance sur le Real Madrid et cinq sur l'Athletic Bilbao.
Le système de promotion/relégation est le suivant : match de barrage entre le dernier de première division et le premier de division 2. Le Racing Santander conserve sa place en première division en battant le FC Séville.
L'attaquant espagnol Paco Bienzobas, de l'Athletic Bilbao, termine meilleur buteur du championnat avec 17 réalisations. L'attaquant Pitus Prat, de l'Espanyol Barcelone, est le premier buteur de l'histoire du championnat.

## Équipes participantes

### Sélections des clubs
Depuis 1926, les clubs discutent sur la mise en place d'un championnat d'Espagne. Deux positions s'opposent, l'une, minimaliste, souhaite un championnat avec peu de clubs, l'autre, maximaliste, est favorable à un championnat plus ouvert.
Le 23 novembre 1928, un accord est trouvé pour l'organisation d'un championnat avec une première et une seconde division. Les clubs sélectionnés pour évoluer en Primera División sont les six vainqueurs de la Coupe du Roi, Athletic Bilbao, Real Madrid, FC Barcelone, Real Unión de Irun, Arenas de Getxo et la Real Sociedad ainsi que les trois finalistes de cette même compétition, Athletic club Madrid, Club Deportivo Europa et le RCD Espanyol. Pour la dernière place, un tournoi de qualification est mis en place entre huit clubs. Il est remporté par le Racing Santander qui s'impose, après deux matchs nuls, sur le Séville FC sur le score de deux à un.

### Tournoi de qualification

#### Tour préliminaire
| Date             | Équipe 1    | Résultat | Équipe 2         | Match rejoué |
| ---------------- | ----------- | -------- | ---------------- | ------------ |
| 23 décembre 1928 | Real Oviedo | 2 - 2    | Iberia SC        | 4 - 1        |
| 23 décembre 1928 | Real Betis  | 2 - 1    | Deportivo Alavés |              |

#### Tableau
|  | Quarts de finale     | Quarts de finale     | Quarts de finale | Quarts de finale |                  |                  | Demi-finales    | Demi-finales    | Demi-finales    | Demi-finales    |  |  | Finale         | Finale         | Finale         | Finale         |
|  |                      |                      |                  |                  |                  |                  |                 |                 |                 |                 |  |  |                |                |                |                |
|  | 13 janvier 1929      | 13 janvier 1929      | 13 janvier 1929  | 13 janvier 1929  |                  |                  | 23 janvier 1929 | 23 janvier 1929 | 23 janvier 1929 | 23 janvier 1929 |  |  | 3 février 1929 | 3 février 1929 | 3 février 1929 | 3 février 1929 |
|  | 13 janvier 1929      | 13 janvier 1929      | 13 janvier 1929  | 13 janvier 1929  |                  |                  | 23 janvier 1929 | 23 janvier 1929 | 23 janvier 1929 | 23 janvier 1929 |  |  | 3 février 1929 | 3 février 1929 | 3 février 1929 | 3 février 1929 |
|  | Real Oviedo          | Real Oviedo          | 0                | 0                |                  |                  | 23 janvier 1929 | 23 janvier 1929 | 23 janvier 1929 | 23 janvier 1929 |  |  | 3 février 1929 | 3 février 1929 | 3 février 1929 | 3 février 1929 |
|  | Real Oviedo          | Real Oviedo          | 0                | 0                |                  |                  | 23 janvier 1929 | 23 janvier 1929 | 23 janvier 1929 | 23 janvier 1929 |  |  | 3 février 1929 | 3 février 1929 | 3 février 1929 | 3 février 1929 |
|  | Real Betis           | Real Betis           | 1                | 1                |                  |                  | 23 janvier 1929 | 23 janvier 1929 | 23 janvier 1929 | 23 janvier 1929 |  |  | 3 février 1929 | 3 février 1929 | 3 février 1929 | 3 février 1929 |
|  | Real Betis           | Real Betis           | 1                | 1                | Real Betis       | Real Betis       | 1               | 1               |                 |                 |  |  | 3 février 1929 | 3 février 1929 | 3 février 1929 | 3 février 1929 |
|  | 13 janvier 1929      |                      |                  |                  | Real Betis       | Real Betis       | 1               | 1               |                 |                 |  |  | 3 février 1929 | 3 février 1929 | 3 février 1929 | 3 février 1929 |
|  |                      |                      | Racing Santander | Racing Santander | 2                | 2                |                 |                 |                 |                 |  |  | 3 février 1929 | 3 février 1929 | 3 février 1929 | 3 février 1929 |
|  | Racing Santander     | Racing Santander     | Racing Santander | Racing Santander | 2                | 2                | 2               | 2               |                 |                 |  |  | 3 février 1929 | 3 février 1929 | 3 février 1929 | 3 février 1929 |
|  | Racing Santander     | Racing Santander     | 23 janvier 1929  |                  |                  |                  | 2               | 2               |                 |                 |  |  | 3 février 1929 | 3 février 1929 | 3 février 1929 | 3 février 1929 |
|  | Valence CF           | Valence CF           | 2                | 1                |                  |                  |                 |                 |                 |                 |  |  | 3 février 1929 | 3 février 1929 | 3 février 1929 | 3 février 1929 |
|  | Valence CF           | Valence CF           | 2                | 1                | Racing Santander | Racing Santander | 1               | 2 [2]           |                 |                 |  |  |                |                |                |                |
|  | 13 janvier 1929      |                      |                  |                  | Racing Santander | Racing Santander | 1               | 2 [2]           |                 |                 |  |  |                |                |                |                |
|  |                      |                      | Séville FC       | Séville FC       | 1                | 2 [1]            |                 |                 |                 |                 |  |  |                |                |                |                |
|  | Séville FC           | Séville FC           | Séville FC       | Séville FC       | 1                | 2 [1]            | 4               | 4               |                 |                 |  |  |                |                |                |                |
|  | Séville FC           | Séville FC           |                  |                  |                  |                  |                 |                 |                 |                 |  |  |                |                |                |                |
|  | Deportivo La Corogne | Deportivo La Corogne | 1                | 1                |                  |                  |                 |                 |                 |                 |  |  |                |                |                |                |
|  | Deportivo La Corogne | Deportivo La Corogne | 1                | 1                | Séville FC       | Séville FC       | 2               | 2               |                 |                 |  |  |                |                |                |                |
|  | 13 janvier 1929      |                      |                  |                  | Séville FC       | Séville FC       | 2               | 2               |                 |                 |  |  |                |                |                |                |
|  |                      |                      | Celta Vigo       | Celta Vigo       | 1                | 1                |                 |                 |                 |                 |  |  |                |                |                |                |
|  | Celta Vigo           | Celta Vigo           | Celta Vigo       | Celta Vigo       | 1                | 1                | 3               | 3               |                 |                 |  |  |                |                |                |                |
|  | Celta Vigo           | Celta Vigo           |                  |                  |                  |                  |                 | 3               |                 |                 |  |  |                |                |                |                |
|  | Sporting de Gijón    | Sporting de Gijón    | 2                | 2                |                  |                  |                 |                 |                 |                 |  |  |                |                |                |                |
|  | Sporting de Gijón    | Sporting de Gijón    | 2                | 2                |                  |                  |                 |                 |                 |                 |  |  |                |                |                |                |
|  |                      |                      |                  |                  |                  |                  |                 |                 |                 |                 |  |  |                |                |                |                |

### Liste des équipes
| \| A. Guecho Athletic Bilbao R. Unión R. Sociedad Racing Santander A. Madrid R. Madrid FC Barcelone CE Europa Espanyol \| Localisation des clubs engagés dans le championnat. |
| A. Guecho Athletic Bilbao R. Unión R. Sociedad Racing Santander A. Madrid R. Madrid FC Barcelone CE Europa Espanyol                                                           |

| Clubs                 | Ville         | Stade            |
| --------------------- | ------------- | ---------------- |
| Arenas Club           | Getxo         | Ibaiondo         |
| Athletic Bilbao       | Bilbao        | San Mamés        |
| Athletic Madrid       | Madrid        | Metropolitano    |
| FC Barcelone          | Barcelone     | Las Corts        |
| Espanyol Barcelone    | Barcelone     | Sarriá           |
| Club Deportivo Europa | Barcelone     | El Guinardó (es) |
| Real Sociedad         | San Sebastián | Atocha           |
| Real Madrid           | Madrid        | Chamartín        |
| Racing Santander      | Santander     | El Sardinero     |
| Real Unión Club       | Irun          | Gal              |

Les rencontres entre FC Barcelone et l'Atlético de Madrid, Club Deportivo Europa et FC Barcelone et Espanyol Barcelone face au FC Barcelone ont lieu au Stade Montjuic qui a une capacité de 70 000 spectateurs, au lieu des stades habituels des équipes barcelonaises.

## Classement
Débuté le 10 février 1929, le championnat est rapidement dominé par le Real Madrid, qui remporte notamment la victoire sur le terrain du FC Barcelone. Le club blaugrana change d'entraîneur, Romà Forns laissant sa place à Jim Bellamy, et réalise une belle remontée au classement, qui s'achève avec le titre à l'issue de la saison, le 23 juin 1929.
| Rang | Équipe               | Pts | J  | G  | N | P  | Bp | Bc | Diff |  | Résultats (▼ dom., ► ext.) | BAR | MAD | ATH | RSO | ARE | ATL | ESP | EUR | UNI | SAN |
| ---- | -------------------- | --- | -- | -- | - | -- | -- | -- | ---- |  | -------------------------- | --- | --- | --- | --- | --- | --- | --- | --- | --- | --- |
| 1    | FC Barcelone         | 25  | 18 | 11 | 3 | 4  | 37 | 23 | +14  |  | FC Barcelone               |     | 1-2 | 3-0 | 1-0 | 2-2 | 4-0 | 1-0 | 5-2 | 4-1 | 5-1 |
| 2    | Real Madrid          | 23  | 18 | 11 | 1 | 6  | 40 | 24 | +16  |  | Real Madrid                | 0-1 |     | 5-1 | 2-1 | 2-0 | 2-1 | 2-0 | 5-0 | 2-0 | 2-2 |
| 3    | Athletic Bilbao      | 20  | 18 | 8  | 4 | 6  | 43 | 33 | +10  |  | Athletic Bilbao            | 5-1 | 2-0 |     | 4-2 | 2-3 | 3-3 | 9-0 | 2-0 | 2-1 | 0-0 |
| 4    | Real Sociedad        | 20  | 18 | 8  | 4 | 6  | 46 | 41 | +5   |  | Real Sociedad              | 3-0 | 5-4 | 1-1 |     | 3-2 | 3-3 | 1-1 | 5-4 | 3-2 | 8-1 |
| 5    | Arenas de Getxo      | 19  | 18 | 8  | 3 | 7  | 32 | 39 | -7   |  | Arenas de Getxo            | 0-2 | 3-2 | 1-0 | 3-0 |     | 2-3 | 3-0 | 2-2 | 1-1 | 2-1 |
| 6    | Athletic Madrid      | 18  | 18 | 8  | 2 | 8  | 43 | 41 | +2   |  | Athletic Madrid            | 4-1 | 0-3 | 2-3 | 0-3 | 1-2 |     | 7-1 | 5-4 | 3-1 | 4-0 |
| 7    | Espanyol Barcelone C | 18  | 18 | 7  | 4 | 7  | 32 | 38 | -6   |  | Espanyol Barcelone         | 1-1 | 4-0 | 4-1 | 1-1 | 1-2 | 3-2 |     | 3-1 | 3-2 | 3-0 |
| 8    | CE Europa            | 16  | 18 | 6  | 4 | 8  | 45 | 49 | -4   |  | CE Europa                  | 1-1 | 5-2 | 1-1 | 4-3 | 5-2 | 4-1 | 0-3 |     | 3-3 | 4-1 |
| 9    | Real Unión de Irun   | 12  | 18 | 5  | 2 | 11 | 40 | 42 | -2   |  | Real Unión de Irun         | 1-2 | 0-2 | 6-3 | 2-3 | 7-1 | 1-2 | 4-3 | 2-3 |     | 3-1 |
| 10   | Racing Santander     | 9   | 18 | 3  | 3 | 12 | 25 | 50 | -25  |  | Racing Santander           | 0-2 | 1-3 | 0-4 | 6-1 | 5-1 | 1-2 | 1-1 | 3-2 | 1-3 |     |

- Champion
- Barrages de relégation

Barrage de promotion :
Le Racing Santander, dixième de division 1, bat le Séville FC, premier de division 2, sur le score de trois buts à deux sur les deux matchs. Il perd la première rencontre deux buts à un avant de l'emporter deux buts à zéro lors du match retour disputé à domicile.

### Évolution du classement
| Journée →          | 1  | 2  | 3  | 4  | 5  | 6  | 7  | 8  | 9  | 10 | 11 | 12 | 13 | 14 | 15 | 16 | 17 | 18 | Journées en tête | Journées barragiste |
| Équipe             |    |    |    |    |    |    |    |    |    |    |    |    |    |    |    |    |    |    |                  |                     |
| ------------------ | -- | -- | -- | -- | -- | -- | -- | -- | -- | -- | -- | -- | -- | -- | -- | -- | -- | -- | ---------------- | ------------------- |
| FC Barcelone       | 2  | 4  | 7  | 7  | 9  | 8  | 9  | 7  | 6  | 4  | 5  | 3  | 1  | 1  | 1  | 1  | 2  | 1  | 5                |                     |
| Real Madrid        | 1  | 1  | 1  | 1  | 1  | 1  | 1  | 1  | 1  | 1  | 2  | 1  | 2  | 2  | 2  | 2  | 1  | 2  | 12               |                     |
| Athletic Bilbao    | 6  | 2  | 2  | 2  | 2  | 4  | 2  | 2  | 3  | 3  | 3  | 5  | 4  | 5  | 3  | 4  | 4  | 3  |                  |                     |
| Real Sociedad      | 5  | 3  | 3  | 4  | 4  | 5  | 4  | 3  | 5  | 6  | 6  | 7  | 6  | 6  | 6  | 6  | 5  | 4  |                  |                     |
| Arenas de Getxo    | 8  | 9  | 9  | 8  | 7  | 7  | 6  | 4  | 2  | 2  | 1  | 4  | 5  | 4  | 5  | 3  | 3  | 5  | 1                |                     |
| Athletic Madrid    | 3  | 7  | 8  | 5  | 5  | 3  | 5  | 6  | 7  | 9  | 9  | 9  | 8  | 9  | 8  | 7  | 8  | 6  |                  |                     |
| Espanyol Barcelone | 4  | 8  | 4  | 3  | 3  | 2  | 3  | 5  | 4  | 5  | 4  | 2  | 3  | 3  | 4  | 5  | 6  | 7  |                  |                     |
| CE Europa          | 10 | 6  | 6  | 9  | 8  | 9  | 8  | 9  | 8  | 7  | 8  | 8  | 9  | 7  | 7  | 8  | 7  | 8  |                  | 1                   |
| Real Unión de Irun | 7  | 5  | 5  | 6  | 6  | 6  | 7  | 8  | 9  | 8  | 7  | 6  | 7  | 8  | 9  | 9  | 9  | 9  |                  |                     |
| Racing Santander   | 9  | 10 | 10 | 10 | 10 | 10 | 10 | 10 | 10 | 10 | 10 | 10 | 10 | 10 | 10 | 10 | 10 | 10 |                  | 17                  |

## Récompenses
L'attaquant espagnol Paco Bienzobas, joueur de la Real Sociedad termine meilleur buteur du championnat avec 17 réalisations. Il devance Cosme Vázquez (es), de l'Athletic Madrid, auteur de 15 buts et deux joueurs à 12 buts, Ramón de la Fuente Leal, de l'Athletic Bilbao et Luis Marín de l'Athletic Madrid.
Le meilleur gardien du championnat est Ricardo Zamora, joueur de l'Espanyol Barcelone. Son nom sera donné au trophée récompensant le meilleur gardien de la saison en 1958.

## Bilan de la saison
| Championnat d'Espagne de football 1928-1929 |                          |
| Champion                                    | FC Barcelone (1er titre) |
| Dauphin                                     | Real Madrid              |
| Coupes et trophées                          |                          |
| Vainqueur de la Coupe d'Espagne 1928-1929   | Espanyol Barcelone       |
| Promotions et relégations                   |                          |
| Promus en Primera División                  | Aucun                    |
| Relégués en Segunda División                | Aucun                    |